# Agattu
Agattu (Aleoets: Angatux̂) is een boomloos eiland van de Near Islands, een eilandengroep binnen de Aleoeten. Met een oppervlakte van 221,59 km² is het een van de grootste onbewoonde eilanden van de Aleoeten. Het is het op een na grootste eiland van de Near Islands, na Attu. Het eiland is vulkanisch en redelijk bergachtig met een toendra-achtig terrein. Niet ver van de zuidoostkust ligt het eilandje Kohl Island.